# 濱網走車站

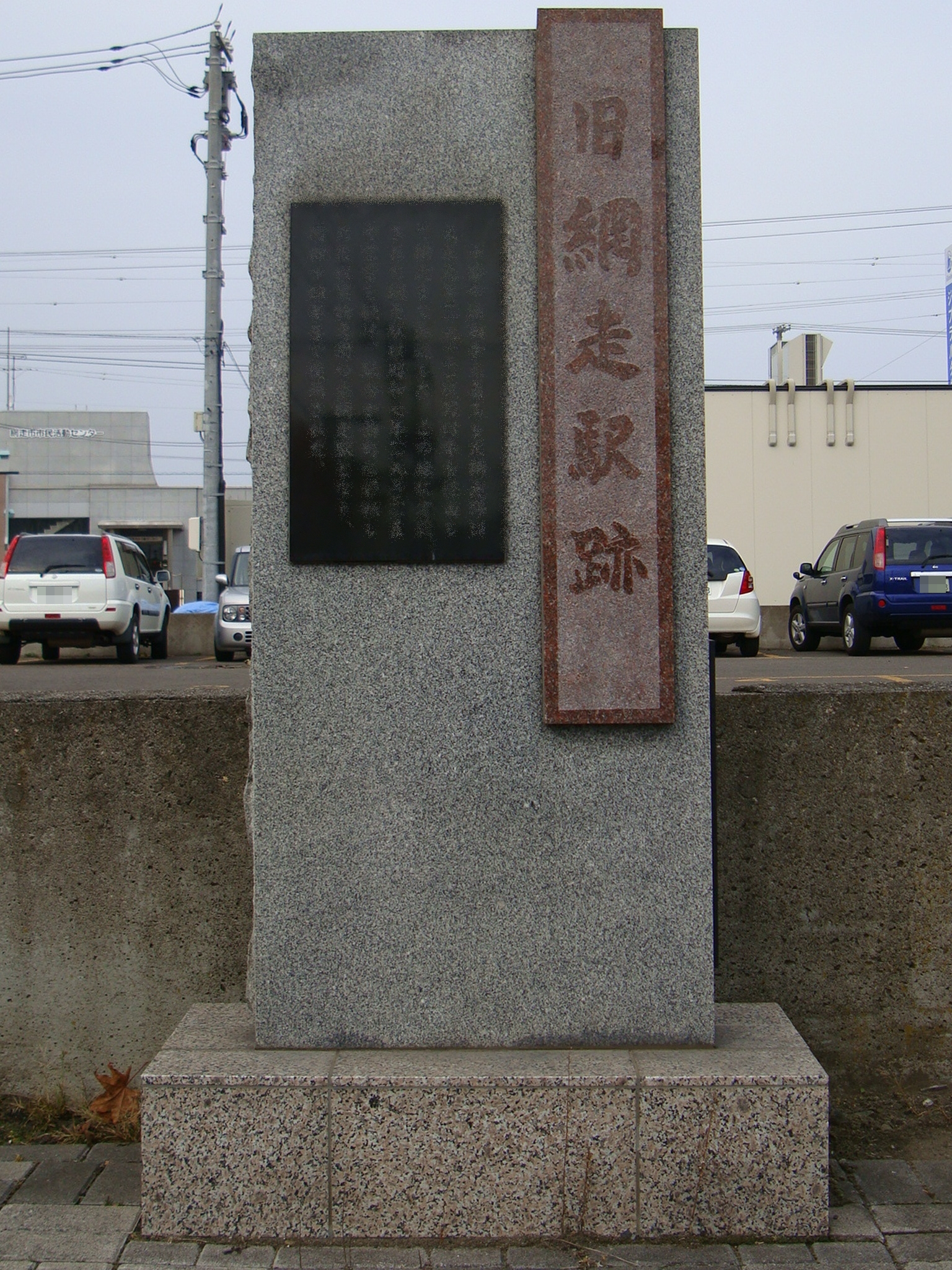
搬遷前的濱網走車站、網走車站紀念石碑

濱網走車站（日语：／ Hama-Abashiri eki */?）是位於北海道網走市新町3丁目的日本國有鐵道（國鐵）石北本線（貨物支線）的鐵路車站。1984年（昭和59年）2月1日因廢線而成為廢棄車站。廢站前電報略號為ハハ。
1932年（昭和7年），由於網走車站搬遷，舊車站改建成貨物車站並開始營運。1969年（昭和44年）車站搬遷至南新町（白曄町）的引揚者（二戰後從外地遷回日本的日本人）的居住遺址。

## 歷史
- 1932年（昭和7年）12月1日 - 因網走車站搬遷，舊網走車站改名為濱網走車站，廢除載客服務的同時開始貨物處理服務。
- 1969年（昭和44年）10月4日 - 搬遷，更改營業距離。
- 1984年（昭和59年）2月1日 - 因貨物支線廢線，車站停止營運。

## 車站周邊
位於網走川旁的國道與天都山旁的市道之間，而車站辦公室位於市道旁。而現在則成為北見通運（以前為日本通運但已遷往網走港）的辦公室，及貨物鐵路貨櫃的裝載基地。車站在廢站後一直空置，直至在1996年（平成8年）被出售並興建成殯儀館。
- 國道39號
- 網走市立西小學
- 網走公共就業中心
- 網走巴士（日语：網走バス）車廠
- 網走巴士「就業中心前」巴士站

## 鄰近車站
日本國有鐵道
石北本線（貨物車站）
網走車站 - 濱網走車站

## 外部連結
- （日語） 石北本線濱網走車站 - 北海道新聞照片，攝於1979年。